# Попудінске Мочідляни
Попудінске Мочідляни (словац. Popudinské Močidľany) — село, громада округу Скаліца, Трнавський край. Кадастрова площа громади — 10.82 км².
Населення 952 особи (станом на 31 грудня 2020 року).

## Історія
Попудінске Мочідляни згадуються 1392 року.

## Населення
| Рік:            | 1994. | 2004.   | 2014.   | 2024.   |
| --------------- | ----- | ------- | ------- | ------- |
| Кількість осіб: | 829   | 908     | 921     | 990     |
| Різниця:        |       | +9,52 % | +1,43 % | +7,49 % |

| Рік:            | 2023. | 2024.   |
| --------------- | ----- | ------- |
| Кількість осіб: | 979   | 990     |
| Різниця:        |       | +1,12 % |